# ریزکشور

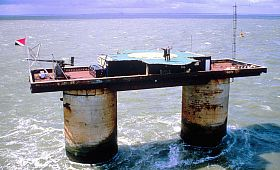
نمایی از کشور سیلند

ریزکشور (به انگلیسی: Micronation) به کشوری تخیلی یا واقعی اما کوچک و یا استانی کوچک از یک کشور گفته می‌شود که اعلام موجودیت کرده‌اند. ریزکشورها آن سرزمین‌هایی هستند که توسط حکومت‌ها و سازمان‌های جهانی به رسمیت شناخته نمی‌شوند.
ریز کشور هایی مانند جمهوری مولوسیا، جمهوری لیبرلند که محصور در زمینی به مساحت ۵٫۸ هکتار است یا سیلند (سرزمین دریا) که در ۵۵۰ متری زمین بر روی آب ایجاد شده‌است. نمونه‌هایی از ریزکشورها هستند. همچنین برخی ریزکشورها تخیلی بوده و تنها بر روی اینترنت موجود هستند و وجود خارجی ندارند. مانند قلمرو دیجیتال الگالند_وارگالند.